# Michael Wilford

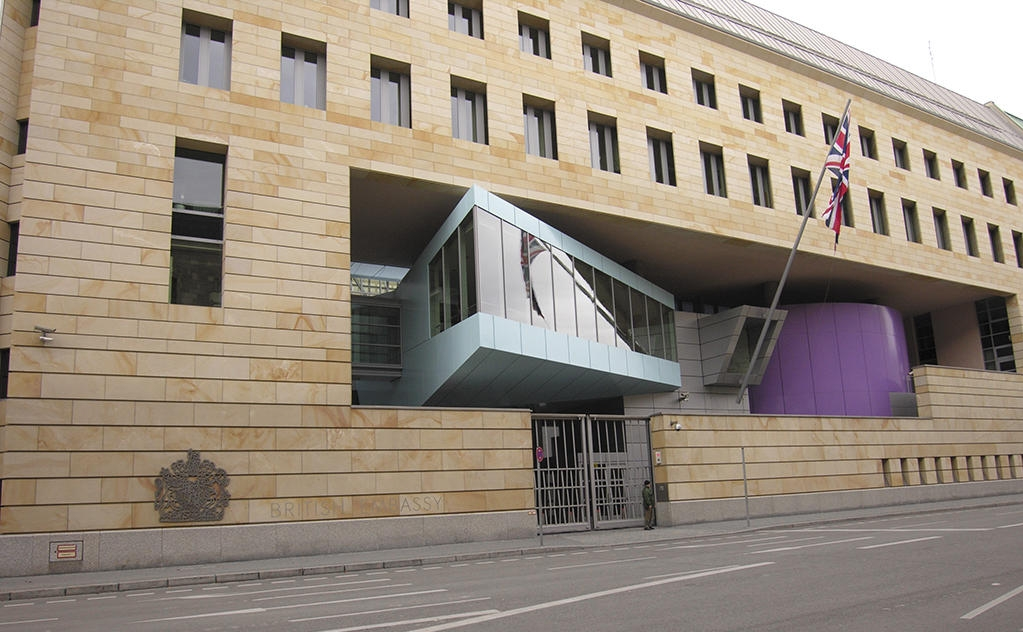
Britische Botschaft, Berlin; Architekt: Michael Wilford

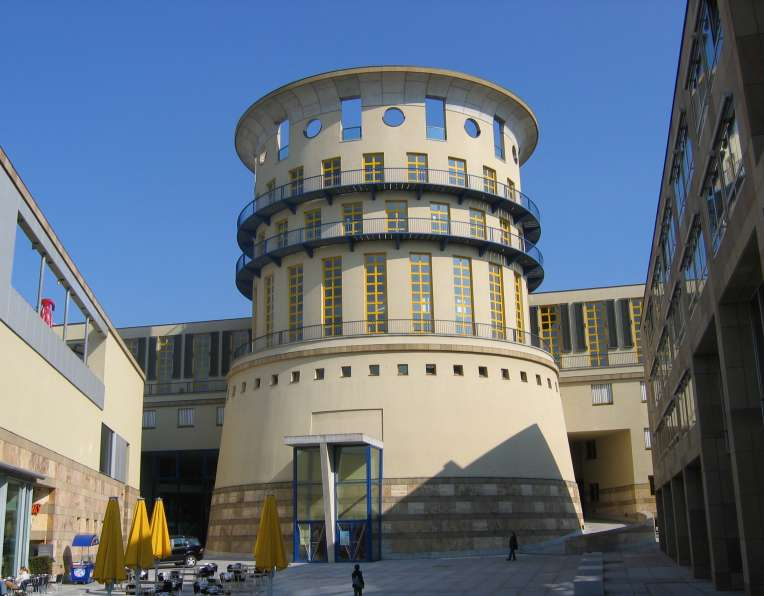
Staatliche Hochschule für Musik und Darstellende Kunst Stuttgart

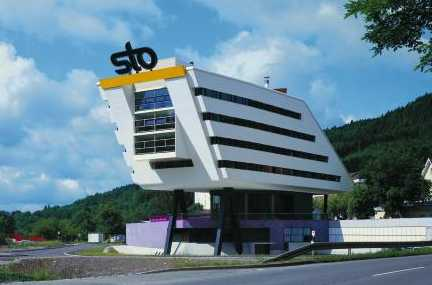
Building K, Sto AG Wilford and Partners

Michael Wilford, CBE, FRSA (* 9. September 1938 in Hartfield, East Sussex; † 10. März 2023) war ein britischer Architekt.
Wilford war ab 1960 beruflicher Partner von James Stirling. 1971 gründeten sie das gemeinsame Büro James Stirling, Michael Wilford and Associates, das bis zu Stirlings Tod 1992 existierte. 
Von 2002 bis 2013 war Wilford zusammen mit Manuel Schupp und Stephan Gerstner Geschäftsführer von Wilford Schupp Architekten, Stuttgart. Wilford Schupp Architekten wurde Mitte 2015 in das Architekturbüro Orange Blu Building Solutions (unter Leitung von Manuel Schupp, Peter Vorbeck und Siggi Wernik) überführt.
Ein für Wilford typisches Bauwerk ist die Britische Botschaft in Berlin.
Wilford war Commander of the British Empire (C.B.E.), Mitglied des Royal Institute of British Architects, des Singapore Institute of Architects, des Royal Institute of Arbitrators und Fellow of Royal Society of Arts. Im Bund Deutscher Architekten war er Ehrenmitglied. Er unterrichtete Architektur an Hochschulen in Australien, Großbritannien, Kanada und den Vereinigten Staaten.

## Bedeutende Bauwerke
- Staatsgalerie Stuttgart (1977–1984)
- Arthur M. Sackler Museum, Harvard University, USA (1979–1985)
- Performing Arts Centre, Cornell University, USA
- Temasek Polytechnic, Singapur
- The Lowry Centre, Salford Manchester, UK
- Esplanade – Theatres on the Bay, Singapur
- Sto AG, Building „K“, Headquarters und Produktionsgebäude Masterplan, Weizen, Deutschland
- Neue Britische Botschaft Berlin
- Staatliche Hochschule für Musik und Darstellende Kunst Stuttgart
- Haus der Geschichte Baden-Württemberg, Stuttgart
- Werksanlage und Verwaltungsgebäude in den Pfieffewiesen der B. Braun Melsungen AG, Melsungen